# Lurd
Lurd (francosko Lourdes, okcitansko Lorda) je mesto in romarsko središče v jugozahodni Franciji, v pokrajini Hautes-Pyrénées.

## Opis
Včasih je bilo to trgovsko mestece ob vznožju Pirenejev z gradom kot glavno znamenitostjo. Potem, ko se je v letu 1858 razširila vest, da se je na obrobju tega mesta revni deklici Bernardki Soubirous prikazala sveta Marija, so v mesto pričele prihajati množice romarjev in turistov. Lurd je danes glavno krščansko romarsko središče.
Danes ima Lurd okoli 15.000 prebivalcev, vsako leto pa ga obišče okoli 6.000.000 romarjev in turistov (v Franciji ima le Pariz več nočitev na leto). Mnogi med temi obiskovalci so bolniki, ki upajo na ozdravitev s pomočjo lurške vode, ki naj bi imela zdravilne učinke. Množice jo pijejo in se z njo umivajo. Od leta 1860 je Lurd obiskalo preko 200 milijonov obiskovalcev, Rimskokatoliška cerkev pa je uradno priznala 67 čudežnih ozdravitev.
Od decembra 2007 je pročelje Bazilike Rožnega venca okrašeno z razkošnim mozaikom slovenskega umetnika p. Marka Ivana Rupnika.

## Lokacija
Lurd leži v bližini prvega poldnevnika, blizu meje s Španijo. Na jugu se dvigajo Pireneji z vrhovi Pico de Aneto, Montaigu in Vignemale (3298m), okoli mesta pa so tri manjše vzpetine pod 1000 m - Béout, Petit Jer (s tremi križi) in Grand Jer (z enim križem). Grand Jer je dostopen z zobato železnico, na Béout pa je nekoč vodila žičnica, ki ne obratuje več, čeprav je še vedno vidna zgornja postaja.
Lurd leži na višini 420 m. Skozi mesto teče reka Gava (Gave de Pau), ki izvira v kraju Gavarnie in v katero se iztekajo manjše reke iz Barègesa in Cauteretsa. Gava se potem usmeri proti Pau in Biarritzu.
Zraven reke je skalni hrib, imenovan Massabielle (okcitansko massa vièlha - stara skala), v katerem je tudi naravna skalna votlina, kjer se je leta 1858 prikazovala Marija.

## Zgodovina
V 8. stoletju sta se za mesto in njegovo trdnjavo borila lokalni voditelj Mirat in Karel Veliki, frankovski kralj. Karel Veliki je dolgo oblegal trdnjavo, vendar se Mirat ni predal. Legenda pravi, da se je nenadoma pojavil orel in pred Miratove noge vrgel velikansko postrv. To so razumeli kot tako slabo znamenje, da je lokalni škof prepričal Mirata, naj se preda Nebeški kraljici. Obiskal je Črno devico iz Le Puy-en-Velaya, da bi z darovanjem potrdil svojo odločitev. Očaran nad njeno izredno lepoto se je predal in spreobrnil v krščansko vero. Na dan krsta je Mirat prevzel novo ime Lorus, enako je bilo poimenovano tudi mesto, ki se danes imenuje Lourdes oz. v slovenščini Lurd. 

### Lurški čudeži
Od Marijinih prikazovanj 1858 dalje - o katerih je pripovedovala domačim in drugim ljudem štirinajstletna pastirica Bernardka Lurška (Bernardette Soubirous) - poročajo o čudežnih ozdravljenjih vse do danes. Pravijo, da se zgodi okrog trideset letno takih, ki jih po naravni poti ne znajo razložiti. O tem obstaja veliko virov. Med njimi je na primer knjiga Lurški romar (Lurške šmarnice) iz 1908, kjer je opisanih več takih dogodkov, npr. primer Peter Ruder - za vsak dan šmarnic po eno prav nenavadno ozdravljenje: vsega skupaj torej 31 zgodb trpinov, ki so v Lurdu ali v zvezi z lurškimi dogodki zadobili zdravje. 
Ena od najtemeljitejših tovrstnih knjig je danes: 
- Y a-t-il encore des miracles à Lourdes?; napisala sta jo v tamkajšnjem zdravniškem uradu delujoči zdravnik in en menih: Docteur A. Olivieri et Dom Bernard Billet, P. Lethielleux & Oeuvre de la Grotte a Lourdes, Editeurs« Lourdes & Paris 1972, 3e édition, revue et mise à jour.

Ta knjiga je bila kupljena 1974 v samem kraju, ko je bilo slovensko romanje z vlakom v Lurd, s štirimi vagoni bolnikov. Zanimivo, da je eno od takrat opisanih ozdravljenj katoliška Cerkev šele pol stoletja pozneje priznala kot čudežno. Gre za še živečega italijanskega mladeniča Viktorja Michelija (*1940) iz vasi Scurelle v okraju Trento, ki je imel sarkom stegnenice (ostéosarcome de l'os iliaque gauche) v zadnjem stadiju. Po romanju v Lurd in kopanju v vodi je postopoma ozdravel. Tako je vojaška komisija 24. aprila 1964 ugotovila, »da je popolnoma zdrav« in so ga odpustili domov s služenja vojaškega roka, kjer so ga najprej obdolžili, da je simulant.

### Povodenj
V soboto in nedeljo, 20. in 21. oktobra 2012 so bile v Lurdu, po celi Južni Franciji in Pirenejih hude poplave, kot jih še ne pomnijo. Podivjane vode reke Gave so prestopile bregove, vdrle v mesto in poplavile več hotelov in drugih hiš, a tudi prostor prikazovanj: Lurško votlino. Oblasti so baziliko začasno zaprle, na varno pa preselile iz lurških hotelov 500 romarjev. O tej hudi ujmi je poročal tudi slovenski tisk:
Romarsko središče Lurd na jugozahodu Francije je bilo minulo soboto po obilnih padavinah na številnih mestih poplavljeno. Reka Gava, ki teče skozi mesto, je po močnem deževju prestopila bregove in poplavila začasna bivališča lurških romarjev ter tudi samo romarsko središče. Več sto obiskovalcev je moralo v soboto zapustiti svoja romarska zatočišča. Z avtobusi so jih odpeljali v zasilna bivališča v kongresnem središču in tamkajšnji športni dvorani.
Sicer mirno reko Gavo so nalivi, ki so se pričeli minuli četrtek, spremenili v pravcati hudournik vode in blata, ki je na več mestih prestopil robove rečne struge. Na vpadnici proti lurški votlini je voda segala do oken parkiranih avtomobilov. Tudi okolica votline, v kateri se je pastirici Bernardki leta 1858 prikazala Marija, je bila poplavljena z okoli meter visoko reko. Votlino so iz varnostnih razlogov zaprli.
»Prostor pred votlino je povsem poplavljen, oltar stoji pod vodno gladino«, je dejal upravnik romarskega središča, Thierry Castillo. Škoda naj bi bila precejšnja, visoki bodo seveda tudi stroški obnove. Romarske kraje naj bi ponovno odprli danes ali jutri. V soboto je bila dostopna le lurška bazilika, ki stoji na dvignjenem terenu.

Kot so sporočili iz kriznega štaba, je v nedeljo gladina vode v mestu pod Pireneji vidno usahnila, še vedno pa je bila za tri metre višja kot običajno. Med molitvijo angelovega češčenja minulo nedeljo se je naravne nesreče spomnil tudi papež Benedikt XVI..
Razmere po povodnji so se le počasi začele urejati. Marsikaj bo treba popraviti in obnoviti, drugo na novo zgraditi ali premestiti. Tako bodo v bližnji prihodnosti premestili kopališča na drugo stran reke. 
Po nekako desetih dneh so kopališča v Lurdu zopet odprli za romarje kot po navadi. V povodnji konec oktobra 2012 so bile hudo poškodovane naslednje stavbe: podzemna bazilika, kopališča in votlina prikazovanj, kakor tudi samo mesto Lurd. Zaradi hudih nalivov je reka Gava 20. oktobra preplavila nasipe. Sveto območje z romarskimi prenočišči, votlino in baziliko svetega Pija X. je bilo pod vodo. Voda in blato so poškodovali cerkev Naše ljube Gospe Lurške. Križev pot in mestna trdnjava bosta morala biti za romarje zaprta še nekaj tednov. Pri čiščenju blata in popravljanju škode so sodelovali številni gasilci in prostovoljci iz raznih krajev Francije in od drugod. Rektor svetišča je ocenil škodo na okrog dva milijona evrov. Marijino romarsko svetišče v Lurdu letno obišče okoli šest milijonov romarjev.

## Cerkve
V Lurdu je več cerkva, kapel in bazilik, ki so razporejene na 51 ha velikem posvečenem območju okoli votline. Postavljene so v skladu z Marijinimi navodili iz leta 1858 (Pridite, pijte vodo iz izvira in se z njo umijte; Recite duhovnikom, naj tukaj postavijo kapelo; Naj ljudje prihajajo sem v procesijah). V tem duhu so postavljeni tudi obredi - maše, popoldanska in večerna procesija, pitje, umivanje.
Leta 1861 (3 leta po prikazovanjih) je lokalni duhovnik Abbé Dominique Peyramale skupaj s krajevnim škofom odkupil zemljišče okoli votline in pričel z deli, da bi območje naredili bolje dostopno za obiskovalce. Pričeli so tudi z gradnjo prve od cerkva, ki je danes znana kot Kripta.
|  |  |  |

### Kripta
Kripta je prva cerkev, ki so jo zgradili na tem območju, danes je med najmanjšimi. Pri njeni gradnji je sodeloval tudi Bernardkin oče, ki je bil prisoten tudi na uradni otvoritvi leta 1866. Ladja je majhna in opazni so ogromni stebri, ki podpirajo težo zgornje bazilike Brezmadežnega spočetja, ki je bila zgrajena nad njo. Do Kripte se pride po hodniku, pred katerim dominirata sveti Peter s ključi nebeškega kraljestva in papež Pij X. Stene hodnika in ladje so obložene z majhnimi marmornatimi spominskimi ploščami, v zahvalo za duhovne darove.

### Bazilika Brezmadežnega spočetja
Bazilika Brezmadežnega spočetja, znana tudi kot Zgornja bazilika, je bila druga cerkev na tem območju. Posvečena je bila leta 1876. To je impresivna in izpopolnjena stavba v gotskem slogu, izdelal jo je arhitekt Hyppolyte Durand, na eni strani izgleda, kot da se dviga neposredno nad votlino. Stene so obložene z votivnimi ploščami in napisi iz nacionalnih romanj v preteklosti. Na oknih so prikazani različni dogodki iz zgodovine Lurda. Zunanjost zaznamuje mozaik papeža Pija IX., ki je leta 1854 razglasil dogmo o Marijinem brezmadežnem spočetju. Zvonovi vsako uro zaigrajo melodijo Ave Marija.

### Bazilika Rožnega venca
Baziliko Rožnega venca je konstruiral arhitekt Leopold Hardy in je tretja, ki je bila zgrajena na tem območju, končana je bila leta 1899, posvečena pa 1901. Sprejme 1500 vernikov. Opazen je vpliv bizantinske arhitekture. Ladja je krožna in odprta, nadgrajena s kupolo. Kupola je zunaj okrašena z markantno pozlačeno krono in križem, ki sta darilo Irskega naroda iz leta 1924. Na zunanji strani je bil v letu 2007 izdelan Rupnikov mozaik s podobami Svetlega dela Rožnega venca.

### Podzemna bazilika sv. Pija X.
Podzemna bazilika sv. Pija X. je največja in najbolj nenavadna cerkev na tem območju. Oblikoval jo je arhitekt Pierre Vago in je bila dokončana v letu 1958 v pričakovanju ogromnih množic ob stoletnici prikazovanj. To je moderna betonska stavba, ki je skoraj popolnoma pod zemljo in lahko sprejme 25.000 vernikov. Stilno je zelo drugačna od preostalih dveh bazilik, strop spominja na prevrnjeno ladjo, vzdušje je precej temačno. Na stenah so prikazane skrivnosti rožnega venca, v posebni tehniki barvastega stekla.

### Cerkev sv. Bernardke
Cerkev sv. Bernardke je zadnja, ki je bila zgrajena na tem območju. Posvečena je bila leta 1988, zgrajena pa je nasproti votline - na kraju, kjer je sveta Bernardka stala ob zadnjem (18.) prikazovanju. To je moderna stavba z relativno malo okrasja. Oblikovana je tako, da v ladjo spušča kar največ dnevne svetlobe, uporabljeni so svetli materiali, kar jo dela opazno svetlejšo kot je podzemna bazilika. Oblikoval jo je arhitekt Jean-Paul Felix, v njej pa lahko sedi 5000 vernikov, zraven pa je prostora še za 350 invalidskih vozičkov. Prostor je možno pregraditi v manjše dele, zgradba pa vsebuje tudi več konferenčnih prostorov, ki se lahko uporabljajo za verske in druge dejavnosti.